# Celso Furtado
Celso Monteiro Furtado (ur. 26 lipca 1920 w Pombal, zm. 20 listopada 2004 w Rio de Janeiro) – brazylijski ekonomista i polityk.

## Biografia
Ukończył studia na Uniwersytecie Federalnym w Rio de Janeiro. Furtado był twórcą rządowej agencji wspierającej rozwój terenów północno-wschodniej Brazylii. W latach 1958–1959 był dyrektorem Brazylijskiego Banku Rozwoju. Po przewrocie wojskowym w 1964 roku przebywał na emigracji, wykładając najpierw na Uniwersytecie Yale w New Haven, a następnie na Uniwersytecie Paryskim. Po powrocie z emigracji był w latach 1986–1990 ministrem kultury.